# San Gregorio della Divina Pietà
San Gregorio della Divina Pietà, officiellt benämnd San Gregorio a Ponte Quattro Capi, är en kyrkobyggnad i Rom, helgad åt den helige påven Gregorius den store. Kyrkan är belägen vid Via del Portico d'Ottavia i Rione Sant'Angelo och tillhör församlingen Santa Maria in Portico in Campitelli.
Tillnamnet ”a Ponte Quattro Capi” kommer av att kyrkan är belägen i närheten av Ponte Quattro Capi, ett annat namn för Ponte Fabricio.

## Kyrkans historia
Enligt traditionen är kyrkan uppförd på platsen för den helige Gregorius föräldrahem.
Kyrkans första dokumenterade omnämnande återfinns i Catalogo di Cencio Camerario, en förteckning över Roms kyrkor sammanställd av Cencio Savelli år 1192 och bär där namnet sco. Gregorio de Ponte.
År 1555 lät påve Paulus IV inrätta Roms getto och denna kyrka kom då att ligga precis utanför en av gettots ingångar. Försök gjordes att vinna över judarna till kristendomen och varje sabbat tvingades de att utanför kyrkan lyssna till kristna predikningar.
Påve Benedikt XIII överlät år 1727 kyrkan åt Congregazione degli Operai della Divina Pietà, en kongregation som hjälpte förmögna familjer, vilka hade kommit på obestånd. Kongregationen lät två år senare bygga om kyrkan från grunden (a fundamentis) efter ritningar av Filippo Barigioni; hädanefter blev kyrkan känd under namnet San Gregorio della Divina Pietà.
Samma år som gettot stängdes, 1848, sattes det upp en inskriftstavla ovanför kyrkans ingångsportal; texten, på både hebreiska och latin, är från Jesaja, kapitel 65: ”Ständigt har jag räckt ut händerna mot ett tredskande folk, som vandrar den orätta vägen och följer sina egna planer, det folk som öppet kränker mig hela tiden.”
Fasaden har en stor, oval fresk som visar Den korsfäste Kristus med Jungfru Maria och den helige Gregorius, ett verk attribuerat åt den franske målaren Étienne Parrocel. Den enskeppiga interiören med absid restaurerades år 1858. Högaltaret har ikonen Madonna della Divina Pietà, utförd av Gilles Hallet. Takfresken är ett verk av Giuseppe Sereni och framställer Jungfru Marie himmelsfärd. Sidoaltaret till höger har Andrea Casalis målning Den helige Filippo Neri, medan det till vänster har Étienne Parrocels Den helige Gregorius betjänar de fattiga.

## Omnämningar i kyrkoförteckningar
| Katalog                      | År         | Benämning                                |
| ---------------------------- | ---------- | ---------------------------------------- |
| Catalogo di Cencio Camerario | 1192       | sco. Gregorio de Ponte                   |
| Il Catalogo Parigino         | cirka 1230 | s. Gregorius de Ponte Iudeorum           |
| Il Catalogo di Torino        | cirka 1320 | Ecclesia sci. Gregorii de ponte Iudeorum |
| Il Catalogo del Signorili    | cirka 1425 | sci. Gregorii de ponte Iudeorum          |